# 華盛頓堡攻城戰
華盛頓堡攻城戰（英語：Battle of Fort Washington），是美國獨立戰爭期間英國與美國之間的一場戰鬥，發生於1776年11月16日。
英軍在白原戰役取勝後，北美英軍總司令威廉·何奧未有北上追擊大陸軍，而是調頭向南，將駐守曼哈頓華盛頓堡的3,000名大陸軍包圍。至於大陸軍總司令喬治·華盛頓則再次犯下戰略錯誤。他先將主力部隊留守白原市以北的山地，自己只帶著2,000人到華盛頓堡對岸的李堡增援；華盛頓亦沒有及時撤走華盛頓堡的士兵，更相信寡不敵眾的大陸軍能夠死守。結果，何奧在獲得降兵提供的情報後，於11月16日向華盛頓堡發動三面夾攻，輕易將堡壘包圍，並迫使華盛頓堡全軍投降。
華盛頓堡攻城戰後，何奧隨即派查爾斯·康沃利斯渡過哈德遜河，追擊兵力薄弱的華盛頓。結果華盛頓在11月20日帶著3,500名士兵，慌忙撤離李堡，遺下大量武器、補給以及建造工具。隨後一個月，華盛頓向新澤西州南部艱苦撤退，士兵不斷脫逃，而大陸議會也在休會後逃離費城，遷移至巴爾的摩，美國革命因此陷入覆滅邊緣。要到華盛頓在12月26日於特倫頓戰役取勝，革命才起死回生。

## 背景
華盛頓堡及憲法堡（後來更名李堡）兩座要塞，是華盛頓在長島會戰前派人所建造。這兩座堡壘分別位於紐約州及新澤西州的哈德遜河河岸，身處峭壁頂峰，目的是阻止英國軍艦溯河而上，繞道攻擊曼哈頓島背面。
1776年10月，北美英軍總司令威廉·何奧委派珀西伯爵的部隊留守南曼哈頓後，在曼哈頓東北面的布朗克斯登陸，試圖從北方包圍曼哈頓島。不過，何奧在沛爾岬之戰受到民兵拖延，令喬治·華盛頓及時帶兵北上防守，雙方最後在10月底引發白原戰役。
在這段時間，大陸軍曾經有數次機會撤離華盛頓堡。10月9日，英軍派出軍艦闖入哈德遜河，輕易衝過大陸軍設下的障礙，然後與華盛頓堡及憲法堡交火。雖然英軍艦艇受損不輕，但華盛頓堡卻無法阻止英軍船艦進出，已經失去預期作用。不過，華盛頓仍聽從彌敦內爾·格連的建議，沒有打算撤離。當華盛頓在10月中北上白原市時，大陸軍再次為華盛頓堡的去留舉行軍事會議，結果以大比數議決留守，由格連的1,000名士兵繼續駐防。會上只有喬治·克林頓准將一人反對。
白原戰役結束後，何奧在11月5日調頭南下，直指華盛頓堡。雖然華盛頓堡的駐軍已經增加至3,000人，但華盛頓眼見英軍勢大，也傾向放棄華盛頓堡，並在11月6日向格連寫信表明立場。不過，華盛頓感到難以抉擇而搖擺不定，又將決定權交給格連。由於格連與守將羅拔·麥高上校兩人，都相信華盛頓堡可以死守至12月，結果兩人都選擇留守。11月10日，華盛頓再次分兵，自己帶著2,000人橫過哈德遜河，並在13日抵達李堡；查理斯·李少將指揮主力7,000人，隨時應付英軍深入新英格蘭地區；至於威廉·海夫則帶著餘下3,000人，防守皮斯基爾市的哈德遜河高地。
何奧的大軍在11月15日迫近曼哈頓島，並派人向華盛頓堡下達最後通諜，要求麥高即時投降，但被麥高拒絕。麥高在10月27日曾經擊退哈德遜河的英國軍艦，又在11月初數次擊退英軍的前哨部隊，使他對防守充滿自信。不過，華盛頓堡的城牆以泥土建造，並非固不可攻；堡壘面積狹小，又無法容納3,000名士兵死守，以至麥高要在哈林高地各處興建軍營。故此，華盛頓堡的存亡，便有賴城堡以外的多重防線。華盛頓堡座落於今日的華盛頓高地南端，高地西面為哈德遜河，另外三面是河溪谷地。大陸軍在高地北面的峭壁設置炮台，看守英皇橋（King's Bridge）通往南方的道路。河溪谷地東面是月桂山（Laurel Hill），大陸軍在東北及東南面設置了兩度防線，防止英軍由哈林河的峭壁登陸。兩座山地之南為哈林高地，建有莫里斯大宅（Morris House），該處是曼哈頓島的高點，可同時瞭望各方，一直被華盛頓用作指揮部。大陸軍在哈林高地共設有三道防線及多座炮台，以抵擋英軍的正面進攻。
然而，何奧對大陸軍的佈防卻是瞭如指掌。11月2日，麥哥的一名手下軍官叛逃，並向珀西伯爵詳細交代華盛頓堡的佈防。珀西伯爵隨即把情報送交正在白原的何奧。何奧南下曼哈頓後，制訂了三面夾攻的方案。首先，何奧准許威廉·馮·克尼普豪森的請纓，派4,000名黑森士兵擔任攻城主力，由華盛頓高地北面的峭壁進攻；第二，愛德華·馬修及查爾斯·康沃利斯兩名將軍，各自帶領一個旅的兵力，乘坐平底船橫過哈林河，搶攻月桂山東北面的防線；第三，湯馬斯·史特靈（Thomas Stirling）上校帶領第42步兵軍團（別稱黑衛隊，Black Watch）的800名蘇格蘭高地士兵，佯攻月桂山東南面的防線；最後，珀西伯爵帶領3,000名英國及黑森士兵，由西面兩路進攻，等待黑衛隊發動佯攻後，再向哈林高地的大陸軍防線推進。何奧總共投入8,000人作戰，比大陸軍的總人數超出兩倍有多。

## 交戰
11月15日半夜，英國艦艇在漆黑中駛進東河，並在16日凌晨先將克尼普豪森的黑森士兵運往曼哈頓島。黑森士兵兵分兩路：約翰·拉爾上校帶領一支部隊，登上道路旁邊的山地，而克尼普豪森則沿山下的沼澤河溪前進。不過，英軍卻對潮水退沒有準備。當黑森士兵抵達華盛頓高地前方、預備摸黑攀山之際，馬修及康沃利斯的軍隊卻未能渡河。黑森士兵只好向後撤退待命。
大陸軍對黑森士兵的動向毫不知情。15日下午，麥高拒降的消息送抵華盛頓的營帳。當時華盛頓正在哈肯薩克視察，趕忙回到李堡商討對策。華盛頓回到李堡時，天色早已入黑，而格連及以色列·普特南已經乘坐划艇，到華盛頓堡與麥高會面。當華盛頓也乘坐小艇追上時，剛好在哈德遜河中央遇到兩人回程。格連及普特南回報，稱守軍士氣高昂，有信心可以守住攻勢，三人隨後返回李堡。
11月16日早上，華盛頓與格連、普特南及好友休·梅沙准將，再次乘船前往華盛頓堡。當四人登陸不久，山地四周傳來炮聲，英軍開始進攻。在早上7時，康沃利斯的軍隊向月桂山開炮；珀西伯爵向哈林高地前沿的火炮開火；而英國皇家海軍軍艦珍珠號（HMS Pearl）也向華盛頓堡開炮。華盛頓四人在驚慌之下，逃到莫里斯大宅外的山頂躲避。
中午時分，潮水開治上漲，馬修、康沃利斯及黑衛隊士兵隨即登艦，橫越哈林河；而克尼普豪森則下令黑森軍隊向前推進。拉爾的部隊攀上峭壁，登上華盛頓高地，起初沒有遭到大陸軍反抗。接著拉爾分別下令後方士兵攀山，同時將大炮搬上華盛頓高地的對頭山丘，然後向高地開火；至於克尼普豪森則沿華盛頓高地下方的沼澤推進，打算直接攻打堡壘。然而拉爾的士兵在高地推進不久，便遭到駐守的250名馬利蘭及維珍尼亞州步兵軍團士兵於樹林埋伏射擊，雙方猛烈交火。由於這250名步兵久經戰陣，又享有地利優勢，黑森士兵首兩輪攻勢都被擊退。
另一方面，珀西伯爵的軍隊在中午時分抵達哈林高地外圍，並等待史特靈的佯攻部隊進攻。不久，史特靈的黑衛隊在月桂山東南面登陸，並尋找通道攀上峭壁。駐守哈林高地的軍官林伯特·卡華拉達聞訊，先派50名士兵到該處防守；當大陸軍因寡不敵眾而被黑衛隊擊退後，卡華拉達再派出100人增援。這支援軍一度在山頭列陣，向渡河的英軍射擊，造成嚴重傷亡。不過當黑衛隊攀上峭壁後，很快便將大陸軍擊潰。
珀西伯爵聽到月桂山的槍聲後，知道佯攻已在進行，下令發動總攻。珀西伯爵將黑森士兵編入左翼，而英國士兵則編入右翼，兩路士兵向大陸軍防線發炮衝鋒。由於大陸軍寡不敵眾，很快便撤退到第二道防線。華盛頓等四名將軍，看到英軍加速迫近，只好逃離莫里斯大宅。華盛頓四人離開僅15分鐘，英軍已經攻破第三道防線，抵達莫里斯大宅，而大陸軍則向華盛頓堡逃去。
當大陸軍的東面及南面防線崩潰之際，北面防線亦已告急。馬利蘭及維珍尼亞士兵開始卡彈，部分士兵只能將巨石推下山崖攻擊。當黑森士兵成功登山，而開始與大陸軍接戰之時，大陸軍的陣線開始崩潰，只好逃回華盛頓堡。
在這段攻勢中，瑪嘉烈·柯賓在丈夫中彈身亡後，接力為火炮裝填上彈，最後被黑森士兵射傷斷臂，其事蹟備受廣傳。柯賓後來被黑森士兵釋放，返回賓夕法尼亞州。此外，拉爾的黑森士兵因為傷亡嚴重，報復心切，一度向華盛頓堡衝鋒。詹姆士·格蘭特後來形容，若非克尼普豪森嚴令停止追擊，拉爾的士兵在5分鐘內便會衝入堡壘，然後屠殺手足無措的大陸士兵。
當大陸軍退守城堡後，拉爾派人要求麥高投降，並且只給予半小時考慮。雖然華盛頓曾下令麥高死守，但麥高卻別無選擇，只好在下午3時宣佈投降。下午4時，大陸軍走出堡壘解除武裝，而英國旗幟則在華盛頓堡升起。為華盛頓傳達死守命令的古區少校（John Gooch）僥倖避過黑森士兵，然後跳下懸崖，再游水登上哈德遜河的小艇，最後安全返回李堡。

## 後續影響
華盛頓堡攻城戰中，英軍一共有84人死亡，374人受傷；至於大陸軍則有59人死亡，96人受傷，2,837人被俘，並失去大量火炮、營帳、毛毯、工具以及彈藥。這些戰俘後來被收押於惡劣環境之中，只有800人在18個月後仍然生還，並透過戰俘交換恢復自由。
華盛頓堡攻城戰後，何奧隨即派康沃利斯帶4,000人渡過哈德遜河，追擊兵力薄弱的華盛頓。雖然哈德遜河西岸有哈德遜峭壁阻隔，康沃利斯仍在19日於克洛斯特登陸，並攀上峭壁，然後向南攻打李堡。當時華盛頓正在哈肯薩克，得知英軍登陸後，急忙趕回李堡，下令全軍撤走。20日早上，華盛頓帶著3,500名士兵，倉促撤離李堡，再次遺下大量武器、補給以及建造工具。當康沃利斯抵達時，大陸軍煮食早餐的爐火尚未熄滅，部分宿醉未醒的大陸士兵也因此被俘。
何奧在攻陷華盛頓堡後，於11月30日頒布另一次特赦令，要求美洲居民在60日內向英皇及國會宣誓效忠。這次特赦令大受歡迎，新澤西州的居民更爭相到英國軍營宣誓。另外，何奧又派亨利·克林頓佔領羅德島州的紐波特，以供海軍艦艇於冬季停泊。克林頓雖認為追擊華盛頓才是首要任務，但他仍領兵出發，並安全抵達紐波特，獲得該處貴格會的會員歡迎。對英軍而言，殖民地的叛亂已即將結束。
至於大陸軍方面，華盛頓堡攻城戰幾乎成為致命一擊。逃離李堡後，華盛頓帶著欠缺衣服鞋襪的士兵，於寒冬及暴雨中向新澤西州南部撤退。行軍期間，部隊士兵不斷脫逃，而且民兵服役年限又將在新年屆滿，使大陸軍面臨全盤瓦解之虞。另外，華盛頓的領導才能也再次受到質疑。約瑟·李德私下向查理斯·李寫信，指責華盛頓領導無方；華盛頓也無法向聲望較高的李下達命令，只能「請求」他帶兵南下，而李更刻意緩慢行軍。最後，由於英軍勢大，大陸議會在休會後逃離費城，遷移至巴爾的摩。種種跡象，均顯示革命已經覆滅在即。不過，華盛頓在12月26日於特倫頓戰役取勝，使革命起死回生。